# Helena Kustrzycka
Helena Kustrzycka (ur. 15 kwietnia 1929 we Lwowie, zm. 1 stycznia 2007) – polska lekarka otolaryngolożka, profesorka, nauczycielka akademicka.

## Życiorys
Urodziła się 15 kwietnia 1929 roku we Lwowie w rodzinie Karola i Heleny Dębickich. W rodzinnym mieście ukończyła szkołę powszechną, tam też w czasie okupacji niemieckiej uczęszczała na tajne komplety na poziomie gimnazjum. W 1944 roku wyjechała z rodzicami do Krakowa, gdzie po zakończeniu wojny podjęła naukę w gimnazjum im. Wandy. Dwa lata później przyjechała wraz z rodziną do Wrocławia. W 1949 roku zdała maturę w II Liceum Ogólnokształcącym i została przyjęta na Wydział Lekarski Uniwersytetu i Politechniki we Wrocławiu.
Studia ukończyła w 1954 roku i rozpoczęła pracę jako asystentka Oddziału Otolaryngologicznego szpitala im. J. Babińskiego we Wrocławiu, a od 1957 w Klinice Otolaryngologii Akademii Medycznej we Wrocławiu. Pierwszy stopień specjalizacji z otolaryngologii uzyskała w 1959 roku, a drugi siedem lat później. Doktoryzowała się w 1967 roku pod kierunkiem prof. Stanisława Kossowskiego, a w 1983 roku otrzymała habilitację. W 1991 roku została mianowana na stanowisko profesora nadzwyczajnego Akademii Medycznej we Wrocławiu, a w następnym roku została kierowniczką Kliniki Otolaryngologii Akademii Medycznej we Wrocławiu. W latach 1991–1994 była dziekanem Wydziału Lekarskiego Akademii Medycznej we Wrocławiu.
Jej badania obejmowały tematykę uszkodzeń słuchu u pracowników przemysłu oraz chorób krtani i tchawicy, głównie leczenia bliznowatych zwężeń krtani i tchawicy po przewlekłej intubacji.
Odznaczona została Złotym Krzyżem Zasługi i Krzyżem Kawalerskim Orderu Odrodzenia Polski i honorowym członkostwem Polskiego Towarzystwa Otolaryngologicznego.
W 1997 roku przeszła na emeryturę z powodu choroby. Zmarła 1 stycznia 2007 roku i została pochowana na cmentarzu św. Rodziny przy ul. Smętnej we Wrocławiu.